# Cajigal (Venezuela)
Cajigal è un comune del Venezuela situato nello stato federato di Sucre.
Il capoluogo del comune è la città di Yaguaraparo.